# Inginerie biochimică
Ingineria biochimică, cunoscută și sub numele de ingineria bioproceselor, este o ramură a ingineriei chimice și  este un domeniu de studiu care își are rădăcinile în ingineria chimică și în bioinginerie. Se ocupă în principal cu proiectarea, construirea și perfecționarea proceselor unitare, precum bioreactoarele,  care implică organisme biologice (cum ar fi fermentația) sau molecule organice (adesea enzime) și are diverse aplicații în domenii de interes, cum ar fi biocombustibilii, alimentele, produsele farmaceutice, biotehnologia și procesele de tratare a apei.   Rolul unui inginer biochimist este de a prelua descoperirile dezvoltate de biologi și chimiști în laborator și de a le transpune într-un proces de producție la scară largă. 

## Educație
Ingineria biochimică se studiază în cadrul unitățiilor cu profil de inginerie chimică sau biologică datorită similitudinilor de conținut, cât și a tehnicilor de rezolvare a problemelor folosite de ambele profesii.

## Aplicații
Biotehnologie
Biotehnologia și ingineria biochimică sunt strâns legate una de cealaltă, deoarece ingineria biochimică poate fi considerată o subramură a biotehnologiei. Unul dintre principalele centre de interes ale biotehnologiei este în domeniul medical, unde inginerii biochimiști lucrează pentru a proiecta produse farmaceutice, organe artificiale, dispozitive biomedicale, senzori chimici și sisteme de administrare a medicamentelor.  Inginerii biochimiști își folosesc cunoștințele despre procesele chimice din sistemele biologice pentru a crea produse tangibile care îmbunătățesc sănătatea oamenilor. Domeniile specifice de studiu includ ingineria  metabolică,  enzimatică  și  tisulară.  Studiul   culturilor celulare este utilizat pe scară largă în ingineria biochimică și în biotehnologie datorită numeroaselor sale aplicații în dezvoltarea combustibililor naturali, îmbunătățirea eficienței producției de medicamente și a proceselor farmaceutice și, de asemenea, în crearea de tratamente pentru boli.  Alte aplicații medicale ale ingineriei biochimice în cadrul biotehnologiei sunt testarea genetică și farmacogenomica
Industria alimentară
Inginerii biochimiști se concentrează în primul rând pe proiectarea de sisteme care vor îmbunătăți producția, prelucrarea, ambalarea, depozitarea și distribuția alimentelor. Printre alimentele procesate în mod obișnuit se numără grâul, fructele și laptele, care sunt supuse unor procese precum măcinarea, deshidratarea și pasteurizarea pentru a deveni produse care pot fi vândute. Există trei niveluri de prelucrare a alimentelor: primar, secundar și terțiar. Prelucrarea primară a alimentelor implică transformarea produselor agricole în alte produse care pot fi transformate în alimente, prelucrarea secundară a alimentelor constă în prepararea alimentelor din ingrediente imediat accesibile, iar prelucrarea terțiară a alimentelor este producția comercială de alimente gata de consum sau care pot fi încălzite și servite. Uscarea, murarea, sărarea și fermentarea alimentelor au fost unele dintre cele mai vechi tehnici de prelucrare a alimentelor utilizate pentru a conserva alimentele prin prevenirea ca drojdiile, mucegaiurile și bacteriile să provoace alterarea.  Metodele de conservare a alimentelor au evoluat pentru a îndeplini standardele actuale de siguranță alimentară, dar utilizează în continuare aceleași procese ca și în trecut. Inginerii biochimiști lucrează, de asemenea, pentru a îmbunătăți valoarea nutritivă a produselor alimentare, cum ar fi orezul auriu, care a fost dezvoltat pentru a preveni deficiența de vitamina A în anumite zone în care aceasta a fost o problemă. Eforturile pentru progresul tehnologiilor de conservare pot asigura, de asemenea, păstrarea de durată a substanțelor nutritive pe măsură ce alimentele sunt depozitate. Ambalajul joacă un rol-cheie în conservarea și asigurarea siguranței alimentelor prin protejarea produsului împotriva contaminării, deteriorării fizice și manipulării frauduloase.  Ambalarea poate facilita, de asemenea, transportul și servirea alimentelor. O sarcină comună pentru inginerii biochimiști care lucrează în industria alimentară este de a proiecta modalități de realizare a tuturor acestor procese pe scară largă pentru a răspunde cerințelor populației. Responsabilitățile pentru acest parcurs profesional includ proiectarea și efectuarea de experimente, optimizarea proceselor, consultanță cu grupuri pentru a dezvolta noi tehnologii și pregătirea planurilor de proiect pentru echipamente și instalații.